# 리치 스팀보트

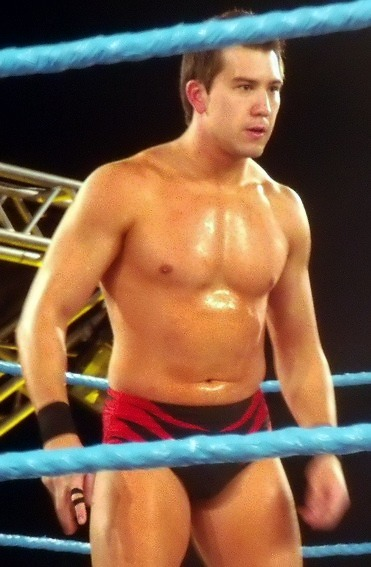
리키 스팀보트 주니어

리키 스팀보트 주니어(Ricky Steamboat, Jr., 1987년 7월 7일 ~ )는 미국의 프로레슬링선수다. 키는 189cm 몸무게는 98kg이다.